# Artena
Artena là một làng nhỏ và cũng là một đơn vị hành chính cấp xã (comune) thuộc tỉnh Rome, Ý. Ngôi làng nằm ở phía Tây Bắc Monti Lepini, trong một thung lũng cao cạnh sông Sacco. Chúng cách Rome khoảng 30 km.
Kinh tế ở đây chủ yếu là trồng trọt, chăn nuôi và du lịch.